# Arquidiocese de Palmas
A Arquidiocese de Palmas (Archidiœcesis Palmensis in Brasilia) é uma circunscrição eclesiástica da Igreja Católica no estado do Tocantins.

## História
Com o advento do Império, intensificou-se o processo de colonização do interior brasileiro. As Bandeiras (1730-1800), oriundas do sertão da Bahia e da capital de Goiás, fizeram com que o interesse fosse despertado mais para a região central do Brasil, devido à exploração do ouro em abundância nos leitos dos rios e nas serras.
Vinham também os missionários, fazendo um percurso que deixou, no hoje Estado do Tocantins, a marca de sua passagem, especialmente nos títulos marianos das Igrejas, mais tarde Paróquias, como Nossa Senhora dos Remédios em Arraias, Nossa Senhora da Natividade em Natividade, Nossa Senhora do Carmo em Monte do Carmo e Nossa Senhora das Mercês em Porto Nacional, correspondendo ao roteiro de viagem dos missionários. Com isso, também, a Igreja foi delineando sua ação missionária e evangelizadora entre os sertanejos.
No final do século passado, chega uma Missão dominicana e aporta em Porto Real, hoje Porto Nacional, partindo daí para a Missão ao longo dos Rios Araguaia e Tocantins. Em 1915, Porto Nacional tornou-se a 1ª sede de Bispado, desmembrando-se da Diocese de Goiás.
Continuaram nesta área as “desobrigas”, com as quais os padres saíram pelos povoados recém-criados e permaneciam de três a quatro meses em missão, para as Confissões e a Santa Missa; administravam o Batismo, o Matrimônio e a Crisma. Em suas viagens para a desobriga, abençoavam as capelas dedicadas a Nossa Senhora e aos Santos.
Assim, a Igreja foi se estruturando. Cresceu muito especialmente pelo zelo do “Missionário do Tocantins” Dom Alano Marie du Noday OP, segundo Bispo de Porto Nacional que, com grande zelo apostólico, semeou e espalhou a fé ao longo da vasta Diocese. Com grande conhecimento da realidade, lutou pela criação de novas Dioceses, a saber: Diocese de Tocantinópolis, Diocese de Miracema do Tocantins e a Prelazia de Cristalândia.
Surge uma nova esperança para o empobrecido Norte de Goiás, quando, em fevereiro de 1987, mais de 100 mil assinaturas pedem a divisão territorial do Estado, sonhada desde o século XIX. Muitas manifestações e projetos revelam aos parlamentares brasileiros o desejo do povo. Dentro de um ano é criado o Estado do Tocantins (05/10/88), com capital provisória na cidade de Miracema do Tocantins.
Criado o novo Estado, Dom Celso Pereira de Almeida OP, então Bispo de Porto Nacional, designa o Padre Jones Ronaldo do Espírito Santo Pedreira para assistir ao povo de Palmas e das cidades vizinhas, criando no dia 25/01/91 a Paróquia São José, desmembrada da Paróquia Nossa Senhora das Mercês de Porto Nacional.
O Episcopado do Regional Centro Oeste, percebendo o significativo desafio evangelizador e o movimento migratório para a região, logo se mobilizou e organizou em 1995 uma Missão liderada pelos próprios Bispos, auxiliada por mais de mil missionários, entre sacerdotes, religiosos e leigos.
Foi realmente a ação do Espírito Santo que fez emergir no meio da missão o pedido de criação de uma circunscrição eclesiástica para atender adequadamente esta nova área e seus desafios pastorais. Já no final de 1995 a Nunciatura Apostólica comunicava aos Bispos o andamento do processo, vindo a ser publicada em 27 de março de 1996 a criação da Província Eclesiástica e da Arquidiocese de Palmas e a nomeação do primeiro Arcebispo.

## Organização
A arquidiocese de Palmas está organizada em 37 paróquias. Deste total 18 paróquias no plano diretor da capital, 10 paróquias na expansão sul (distritos) e 09 paróquias localizadas nas cidades do interior que compõem a Região Metropolitana de Palmas. A capital, Palmas, tinha no ano de 2003 77,1% de católicos em sua população. Em 2009, data do último senso, este índice caiu para 62,65%, que em números absolutos era de 140.221 católicos do total de 217.056 habitantes. 
- PLANO DIRETOR: 
- Catedral Metropolitana do Divino Espírito Santo
- Casa de Maria (Canção Nova)
- Comunidade Católica Shalom
- Santuário de Nossa Senhora de Fátima
- Paróquia São José (Matriz)
- Paróquia Cristo Rei
- Paróquia Jesus Bom Pastor
- Paróquia Sagrado Coração de Jesus
- Paróquia Jesus de Nazaré
- Paróquia de Santa Teresinha do Menino Jesus
- Paróquia de Santo Antônio de Pádua
- Paróquia Coração de Maria
- Paróquia Nossa Senhora do Carmo
- Paróquia Mãe Rainha
- Paróquia São Judas Tadeu
- Paróquia Dom Luís Orione
- Paróquia São João Batista
- Paróquia de São Cristóvão
- Paróquia de Santa Filomena

- EXPANSÃO SUL:
- Paróquia Bom Jesus da Serra - Taquaruçu
- Paróquia Nossa Senhora do Rosário - Taquaruçu
- Paróquia de Nossa Senhora das Mercês –  Taquaralto
- Paróquia de Nossa Senhora Aparecida –  Taquaralto
- Paróquia de Nossa Senhora do Rosário – Taquari
- Paróquia de Imaculado Coração de Maria – Taquari
- Paróquia de Santo Expedito – Taquari
- Paróquia de Santa Rita de Cássia – Aureny I
- Paróquia de Santo Antônio –  Aureny II
- Paróquia de São Francisco –  Aureny III
- Paróquia de Nossa Senhora do Perpetuo Socorro – Aureny IV

- INTERIOR:  
- Paróquia de Nossa Senhora Mãe da Divina Providência  – Lajeado/TO
- Paróquia de Nossa Senhora das Graças  –  Novo Acordo/TO
- Paróquia do Divino Espírito Santo  –  Mateiros/TO
- Paróquia da Imaculada Conceição  – São Félix/TO
- Paróquia da Imaculada Conceição  – Lizarda/TO
- Paróquia de Nossa Senhora do Perpetuo Socorro  – Rio Sono/TO
- Paróquia de São Sebastião  – Tocantínia/TO
- Paróquia de Santa Tereza D’Ávilla – Santa Tereza do Tocantins-TO
- Paróquia de Nossa Senhora Aparecida  – Rio Negro/TO

## Arcebispos
|            | Nome                   | Período    | Notas                              |
| Arcebispos | Arcebispos             | Arcebispos | Arcebispos                         |
| ---------- | ---------------------- | ---------- | ---------------------------------- |
| 2º         | Pedro Brito Guimarães  | 2010-      |                                    |
| 1º         | Alberto Taveira Corrêa | 1996-2009  | Nomeado Arcebispo de Belém do Pará |